# 卵叶羌活
卵叶羌活（学名：Notopterygium forbesii var. oviforme）是伞形科羌活属的变种。分布在中国大陆的四川、陕西等地，常生长在山坡林下较阴湿处以及林缘草丛中，目前尚未由人工引种栽培。